# Mercedes-Benz Capacity
Mercedes-Benz O530 GL «CapaCity» — семейство низкопольных городских сочленённых четырёхосных автобусов Mercedes-Benz.

## Описание
Mercedes-Benz O530 GL является одним из самых крупногабаритных автобусов особо большой вместимости из семейства Citaro. Выпускается в странах европейского союза. Длина модели Capacity превышает длину модели O530G на один метр, из-за чего его назвали Capacity. Автобус сделан из нержавеющей стали.
У автобуса полностью округлены углы и передняя часть. Лобовое стекло водителя триплекс сделано из пластика. Как и у других автобусов, стеклоочистители горизонтальные. Впереди установлено 6 фар, из которых две верхние, две основные и две противотуманные.
Автобусу присущи тормозные, антиблокировочные и антипробуксовочные системы. В случае, если двери открыты, ход блокируется.
Всё это и многое другое позаимствовано у семейства Mercedes-Benz Citaro.